# Зенитно-ракетные войска Украины
Зенитно-ракетные войска́ (ЗРВ, укр. Зенітні ракетні війська України) — род войск в составе воздушных сил, сухопутных войск и ВМС, предназначенных для обеспечения во взаимодействии с другими родами войск, противовоздушной обороны важных административно-политических центров, промышленно-экономических районов, группировок вооруженных сил и других важных объектов.
На вооружении имеют разные типы зенитных ракетных (зенитных артиллерийских) комплексов с высокими возможностями поражения современных средств воздушного нападения в широком диапазоне высот и скоростей их полета в различных условиях метеообстановки и времени суток.
Зенитно-ракетные войска предназначены для прикрытия войск от ударов противника с воздуха во всех видах боевых действий, при перегруппировке и расположении их на месте.

## История
Сформированы войска в 1992 году на базе Зенитно-ракетных частей, входивших в 8 ОА ПВО СССР.

## Структура
| Состав войск ПВО                | Состав войск ПВО | Состав войск ПВО                       |
| Название формирования           | Принадлежность   | Место дислокации                       |
| ------------------------------- | ---------------- | -------------------------------------- |
| 96-я зенитная ракетная бригада  | ВК «Центр»       | с. Даниловка, Киевская обл.            |
| 39-й зенитный ракетный полк     | ОК «Запад»       | г. Владимир-Волынский, Волынская обл.  |
| 1039-й зенитный ракетный полк   | ОК «Восток»      | пгт Гвардейское, Днепропетровская обл. |
| 1129-й зенитный ракетный полк   | ОК «Север»       | г. Белая Церковь, Киевская обл.        |
| 138-я зенитная ракетная бригада | ВК «Восток»      | г. Днепр, Днепропетровская обл.        |
| 160-я зенитная ракетная бригада | ВК «Юг»          | г. Одесса, Одесская обл.               |
| 208-я зенитная ракетная бригада | ВК «Юг»          | г. Херсон, Херсонская обл.             |
| 11-й зенитный ракетный полк     | ВК «Запад»       | г. Шепетовка, Хмельницкая обл.         |
| 156-й зенитный ракетный полк    | ВК «Центр»       | г. Золотоноша, Черкасская обл.         |
| 201-я зенитная ракетная бригада |                  | г. Первомайск, Николаевская обл.       |
| 210-й зенитный ракетный полк    |                  | г. Умань, Черкасская обл.              |
| 223-й зенитный ракетный полк    |                  | г. Стрый, Львовская обл.               |
| 301-й зенитный ракетный полк    |                  | г. Никополь, Днепропетровская обл.     |
| 540-й зенитный ракетный полк    |                  | г. Камянка-Бузянка, Львовская обл.     |
| 320-й зенитный ракетный полк    |                  | г. Харьков, Харьковская обл.           |